# Strix ocellata

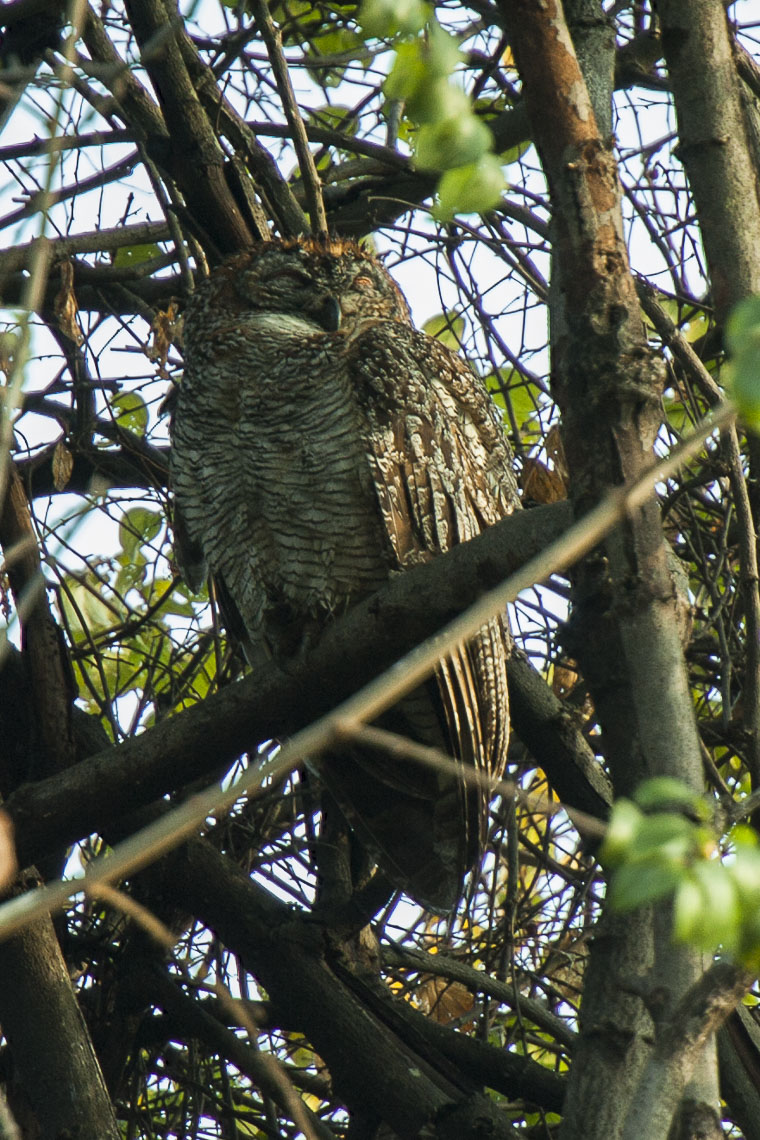
Un cárabo ocelado en una rama.

El cárabo ocelado (Strix ocellata) es una  especie de ave estrigiforme de la familia Strigidae nativa de la India.

## Descripción
La especie carece de penachos en las orejas y tiene manchas y franjas color marrón rojizo y blancuzco. El rostro está marcado con dos finos círculos blancos y negros concéntricos; y el mentón es blanco. No se observa dimorfismo sexual. El párpado es anaranjado y el iris es de color marrón oscuro. La cola tiene una coloración marrón y negro en los bordes. El borde concéntrico en la cara y el píleo moteado lo diferencia del cárabo oriental (Strix leptogrammica) en el sur de la India.

### Subespecies
Existen tres subespecies reconocidas y no hay delimitaciones solapadas en sus distribuciones.
- S. o. ocellata (Lesson, 1839) se encuentra en el sur de la India y tiene las alas más corta en los machos (333-338 mm) que grandis;
- S. o. grisescens Koelz, 1950 se encuentra en el norte de la India, al sur de la cordillera del Himalaya, al oeste de Pakistán y el este de Bihar. Las franjas son pálidas arriba y los machos tienen alas con una longitud de 338-346 mm; y,
- S. o. grandis Koelz, 1950, nativo de Guyarat, se diferencia por la longitud de las alas de los machos (360-372 mm).

## Distribución y hábitat
Se encuentra en las llanuras, jardines y hábitats ligeramente boscosos. Se posan en los árboles durante el día y eligen una rama con denso follaje. Un espécimen de edad mayor fue observado en Lahore, pero no hay registros en los últimos años en Pakistán. La distribución se extiende al este de Bengala Occidental.

## Comportamiento y ecología
Duermen en el día, por lo general en parejas. Cuando se les molesta pueden volar en un sol brillante si bien eligen un refugio dentro de un bosque denso de árboles. Producen un misterioso llamado «chuhua-aa» con un lapso en la segunda nota. El llamado es un dueto antifonal del macho y la hembra. El macho canta una o dos veces seguido de la versión más corta y menos temblorosa de la hembra. El canto es más frecuente en noviembre, cuando la empiezan a reproducirse. La mayoría de los nidos se encuentran entre febrero y abril. También producen un pitido de una sola nota y un chillido no muy diferente a la de la lechuza común (Tyto alba). El nido es un hueco de un árbol donde la hembra pone dos a tres huevos blancos. Se alimentan de ardillas de las palmeras, ratones y otros pequeños mamíferos.

## En la cultura popular
El canto misterioso se ha asociado con mal agüero en algunas partes de Kerala. El llamado es transcrito como povaa-aa (que significa «¡vamos!» en malabari) y comparado a una invocación al mundo de los espíritus.